# Каменка (посёлок, городской округ Ступино)
Каменка — посёлок в Ступинском районе Московской области России. Входит в состав Аксиньинского сельского поселения. 

## География
Расположена рядом с селами Большое и Малое Алексеевское и Троице-Лобаново.

## История
В 1929 году деревня Каменка в составе Троице-Лобановской волости Бронницкого уезда выходит из состава Бронницкого уезда и становится частью Малинского района, а в 1957 году в результате укрупнения вошло в Ступинский район Московской области.
Постановлением Губернатора Московской области от 22 февраля 2019 года № 78-ПГ категория населённого пункта изменена с «деревня» на «посёлок».

## Население
| 2002 | 2006 | 2010 |
| ---- | ---- | ---- |
| 6    | →6   | ↘4   |